# Ilha das Flores
Ilha das Flores este un oraș în Sergipe (SE), Brazilia.
Ilha das Flores este și un film brazilian produs în decembrie 1988 de către regizorul Jorge Furtado.